# Atonía
En medicina, atonía se refiere a un músculo que ha perdido su fuerza en forma completa, quedando sin movimiento o de forma inactiva.

## Descripción
Se asocia con frecuencia a las condiciones convulsión atónica, atonía de colon, atonía uterina, atonía gastrointestinal (se produce después de  operaciones) y atonía coreica.
Atonía también puede referirse al estado paralizado o muy relajado de los músculos esqueléticos en el sueño de movimiento ocular rápido (sueño MOR) en la mayoría de los animales de sangre caliente.